# Győriványi Sándor
Győriványi Sándor (Budapest, 1927. január 31. – Budapest, 2007. december 31.) magyar pedagógus, technikatörténész, politikus. 1990 és 1998 között országgyűlési képviselő, 1990 és 1991 között munkaügyi miniszter.

## Fiatalkora
Egyetemi tanulmányait a Pázmány Péter Tudományegyetemen kezdte, de 1949-ben kizárták. 1945 és 1946 között kötélgyártó tanonc, majd egyetemi kizárása után 1958-ig kötélgyártó szakmunkás volt. 1958-ban tudta csak befejezni egyetemi tanulmányait.
1952-ben nősült meg, egy fiúgyermekük született.

## Tanári pályája
1964-ig a Munkaerő Tartalékok Hivatalánál tanított a szakmunkástanuló iskolában, majd 1970-ig a Belkereskedelmi Minisztérium országos áruismereti szakfelügyelője volt. 1962-ben kezdett tanítani a Marx Károly Közgazdaságtudományi Egyetemen és a későbbi Budapesti Gazdasági Főiskolán. 1970 és 1987 között a Szász Ferenc Iparcikk-kereskedelmi Szakközépiskola és Szakmunkásképző Intézet igazgatója volt. 1987 és 1990 között nyugdíjas volt. 1986-ban Kiváló Pedagógus címmel díjazták. 42 könyve és számos cikke jelent meg.

## Politikai pályafutása
Politikai pályafutását 1945-ben kezdte, amikor belépett az FKgP-be. 1947-ben átlépett a Balogh István páter vezette FMDP-be, országgyűlési pótképviselő volt. 1946 és 1947 között a Független Ifjúság egyetemi megbízottja, illetve 1947 és 1948 között a Független Magyar Ifjúság országos elnöke volt.
1956-ban az újjáalakult FKGP pedagógus csoportjának újjászervezésében segített. A politikai életbe 1988-ban tért vissza, amikor az újjáalakult FKgP XIII. kerületi szervezetének ügyvezető elnökévé választották, mely posztot 1989-ig töltötte be. Az 1990-es országgyűlési választáson bekerült az Országgyűlésbe. Az FKgP-vel kötött koalíciós megállapodás értelmében Antall József miniszterelnök a rendszerváltás utáni első munkaügyi minisztere lett. Posztját az 1991-es első pártszakadásig viselte. 1993 és 1994, majd 1997 és 1998 között a párt alelnöke, illetve 1994 és 1998 között elnökségi tagja volt.
A 36-ok kiválása után a független képviselőkként dolgozó FKGP-csoport vezetője volt a ciklus végéig, 1994-ben ismét országgyűlési mandátumot szerzett, az FKgP-frakció helyettes vezetője volt. A ciklus alatt szociális és egészségügyi bizottság alelnökeként is dolgozott.
1999-től haláláig a Veszprémi Akadémiai Bizottság kézművesipar-történeti munkabizottság vezetőségi tagja, illetve 2002-től haláláig a Magyar Kézműves-ipartörténeti Egyesület felügyelő bizottságának elnöke volt.